# 電度表

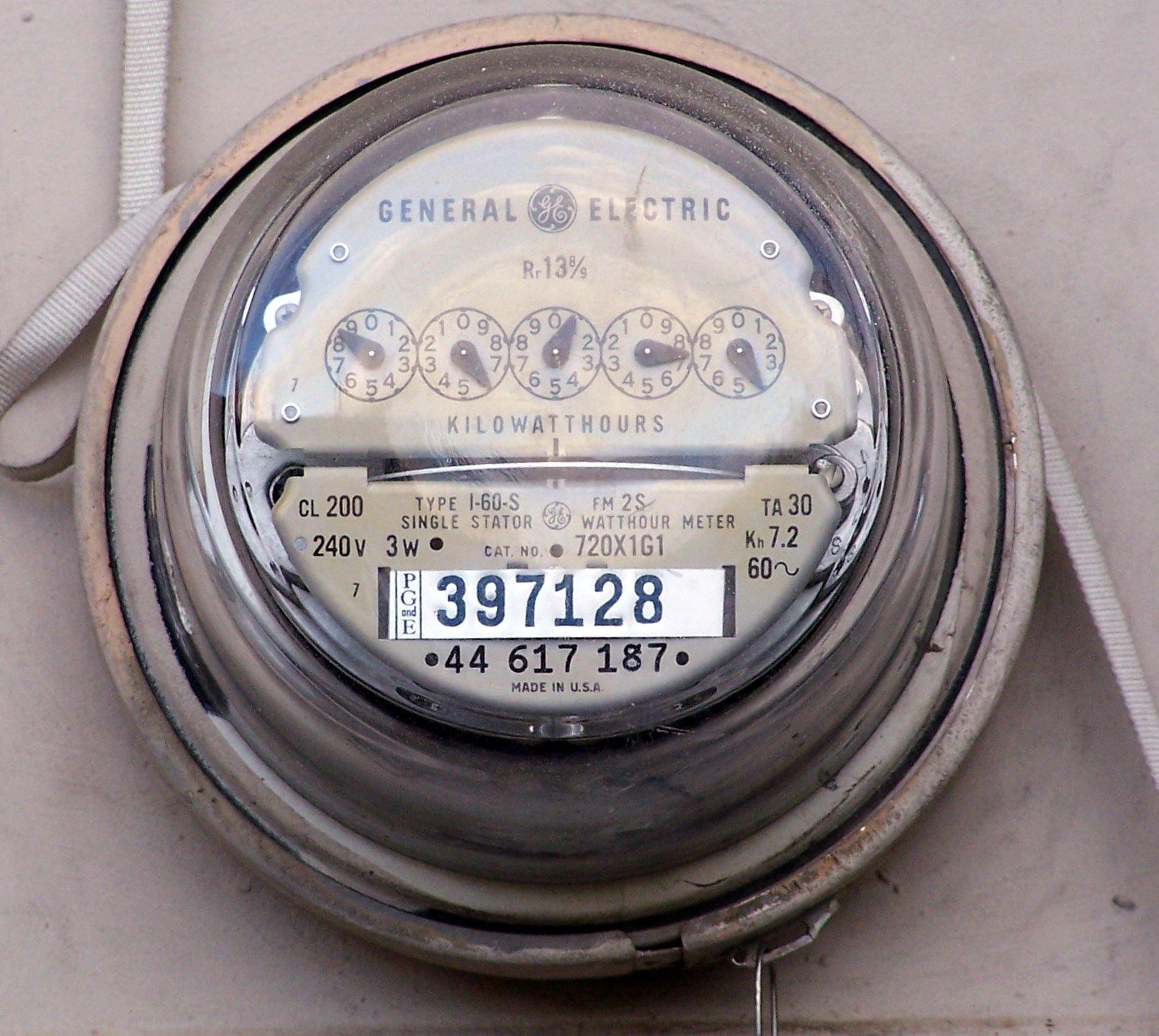
典型美國家用電度表

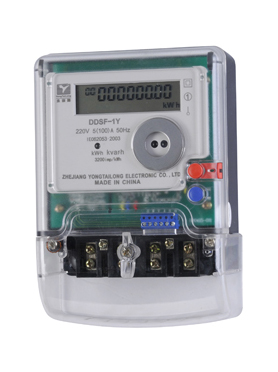
新式美國家用數碼智能電度表

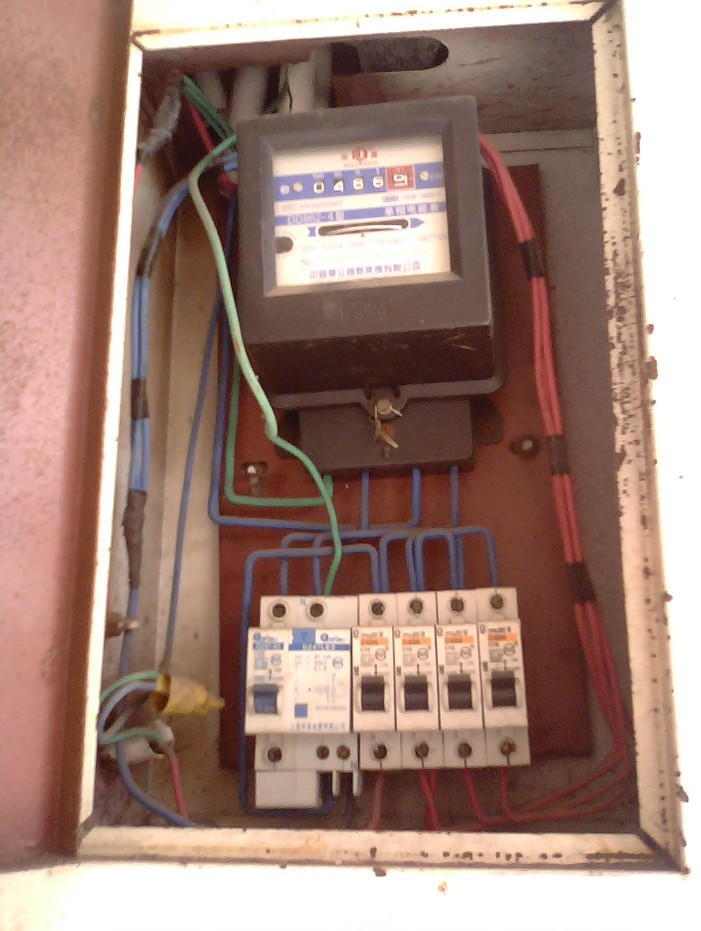
中国大陆常见的传统机械型电度表

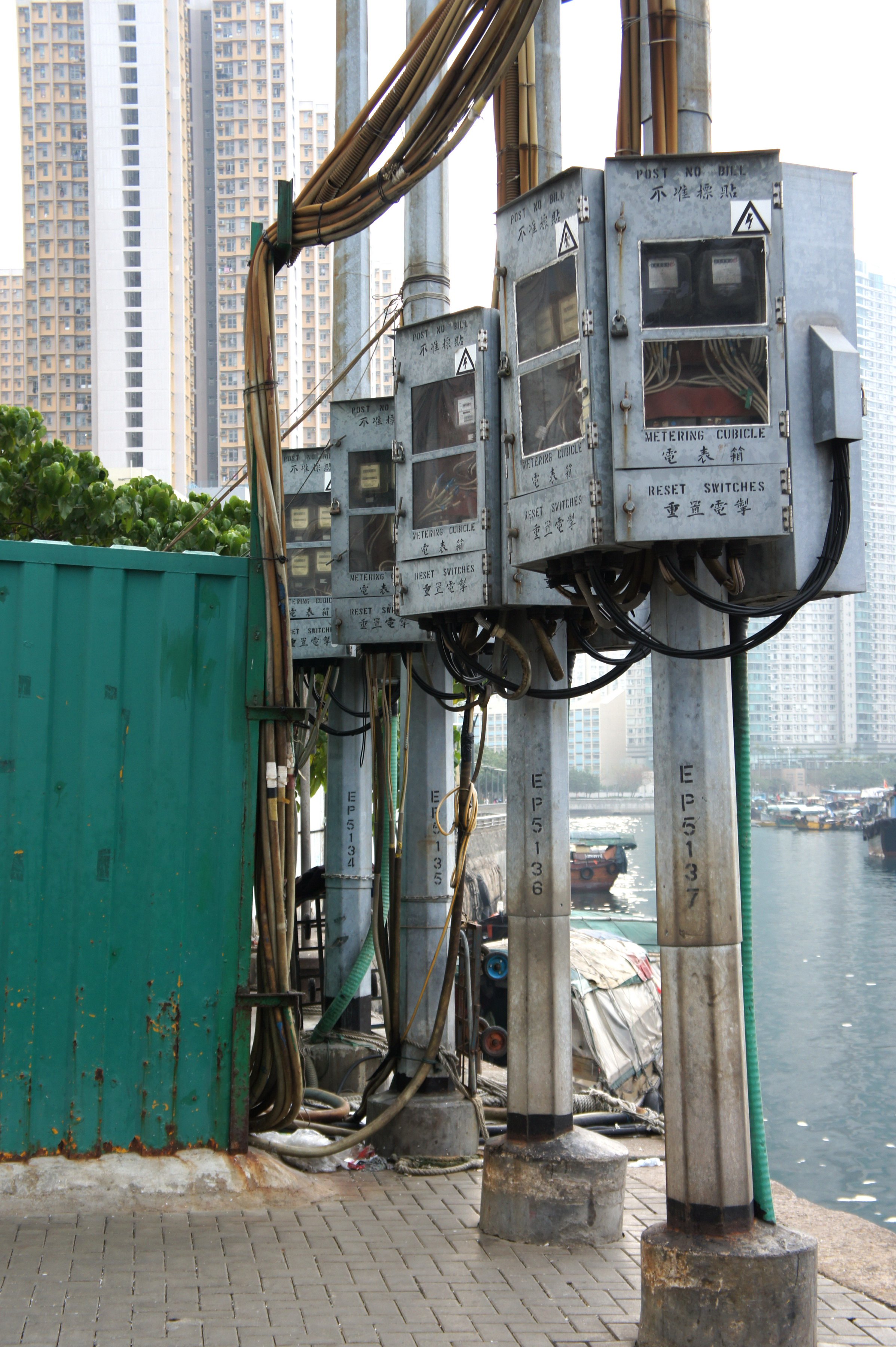
四個安裝於香港筲箕灣譚公廟道海旁的戶外電表箱。

電度表（electricity meter）又称電能表，簡稱電表，是一個用來測量電源的儀器，包括用來供應給或生產自住宅、工商業或機械的電力。
最常用的是千瓦小時電度表，又稱為「瓦時計」。在零售電力的應用，供電商利用這些電度表發出電費賬單。電度表亦可以記錄使用電力時的其他資訊，例如時間。
當需要在特定時間內節省能源時，有些電錶可以測量需求，也就是在某個時間間隔內的最大電力使用量。 「一天中的時間」計量允許在一天中改變電費，以記錄高峰高成本時段和非高峰、低成本時段的使用情況。此外，在某些地區，儀表還配有繼電器，用於在高峰負載期間進行需求響應減載。

## 歷史

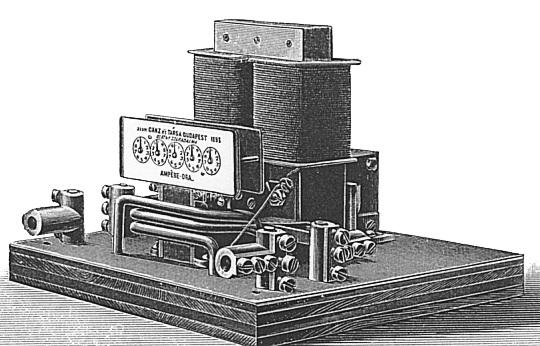
奧托·布拉西的瓦特電度表 (布達佩斯 1889年)

第一個千瓦小時電度表生產在匈牙利人奧托·布拉西專利的基礎上，並以他的名字命名在1889年秋季法蘭克福博覽會由Ganz Works發表，第一批即在同一年年底向外銷售。這是第一批交流電度表，稱為「Bláthy-meters」。

## 單位
電錶上最常見的計量單位是千瓦時[ kWh ]，它等於一千瓦負載在一小時內使用的能量，即 3,600,000焦耳。有些電力公司使用 SI 兆焦耳。
需求通常以瓦特為單位來衡量，但是是一段時間內的平均值，通常是一刻鐘或半小時。

## 計費方式

### 智慧電錶
智慧電錶比簡單的 AMR（自動抄表）更進一步。它們提供附加功能，包括即時或近距離即時讀數、斷電通知和電能品質監控。它們允許定價機構根據一天中的時間和季節推出不同的消費價格。
另一種類型的智慧電錶使用非侵入式負載監控來自動確定住宅中電器的數量和類型、每種電器的使用量和時間。電力公司使用該儀表來調查能源使用。它消除了在房子裡的所有電器上安裝計時器來確定每個電器使用多少能量的需要。

## 外部連結
- （英文）Electricity Meter - Interactive Java Tutorial National High Magnetic Field Laboratory
- （英文）The Theories and Modelling of the Kilowatt-Hour Meter[永久] 解釋電度表背後的數學和物理學資料
- （英文）Handbook for Electricity Metering from EEI
- （英文）How to use your meter to calculate money saved by replacing old appliances （页面存档备份，存于）
- （英文）Metering International （页面存档备份，存于） 環球的電度表新聞
- （英文）Utilimetrics （页面存档备份，存于） 非牟利行業貿易組織
- （英文）Watt-Hour Meter Maintenance and Testing
- （英文）Association of Meter Operators （页面存档备份，存于） 非牟利英國電度表營運行業貿易組織

歷史（英文）
- A brief history of meter companies and meter evolution
- Photos and descriptions of historic and modern North American electricity meters

電度表標準（英文）
- ANSI標準 （页面存档备份，存于）
- IEC標準 （页面存档备份，存于）